# Nagoskrzelne

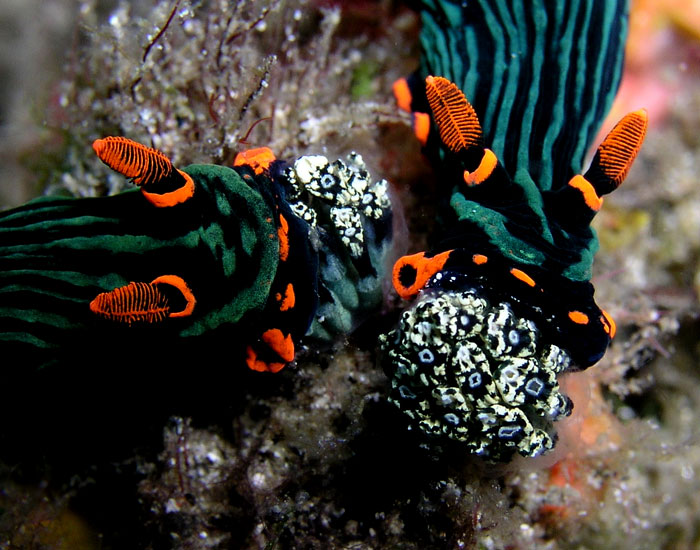
Nembrotha kubaryana zjadające kolonie osłonic Clavelina. Spożywają one również kłujące komórki meduz.

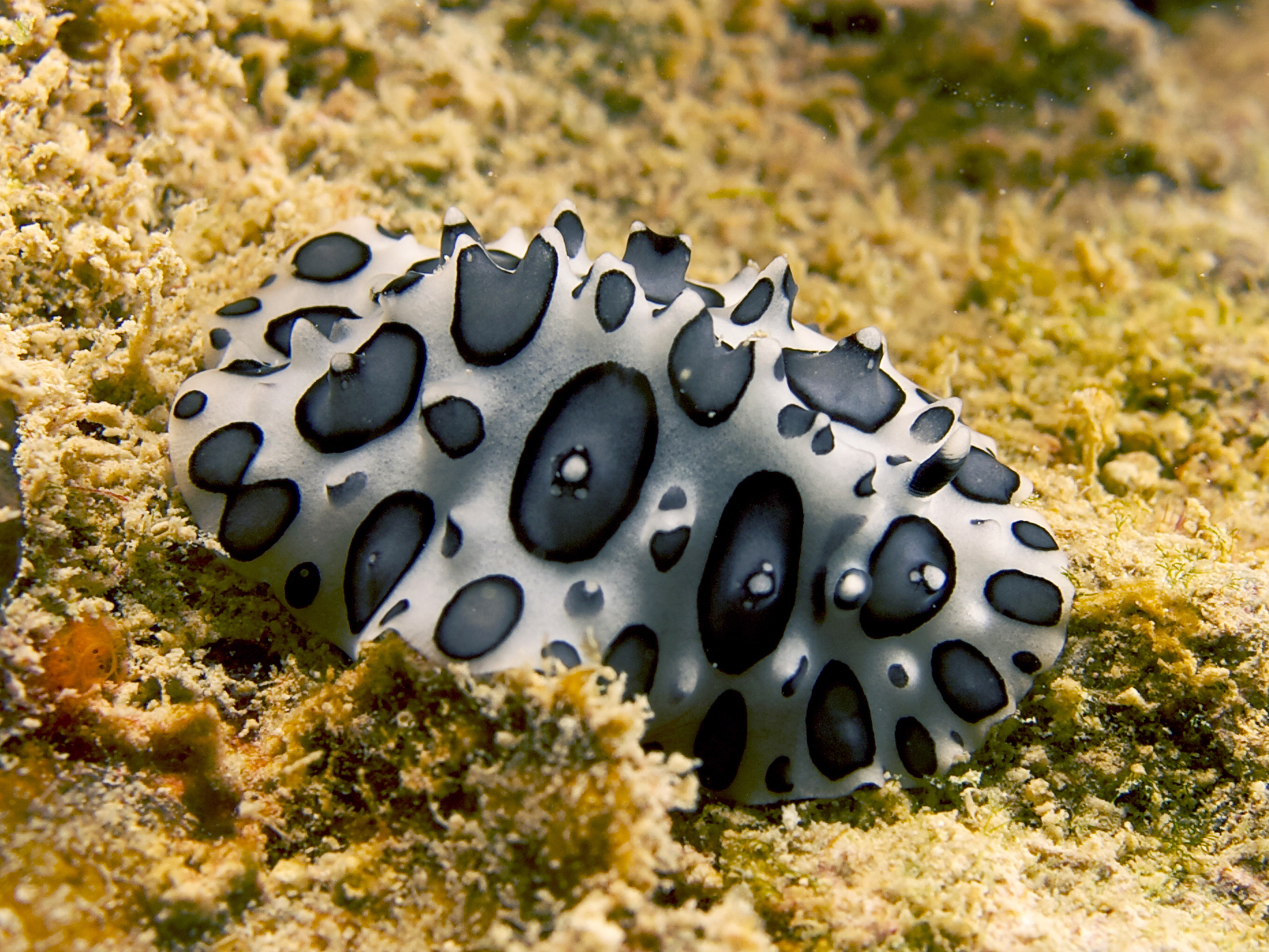
Nagoskrzelny ślimak w czarne plamki z północy Haiti

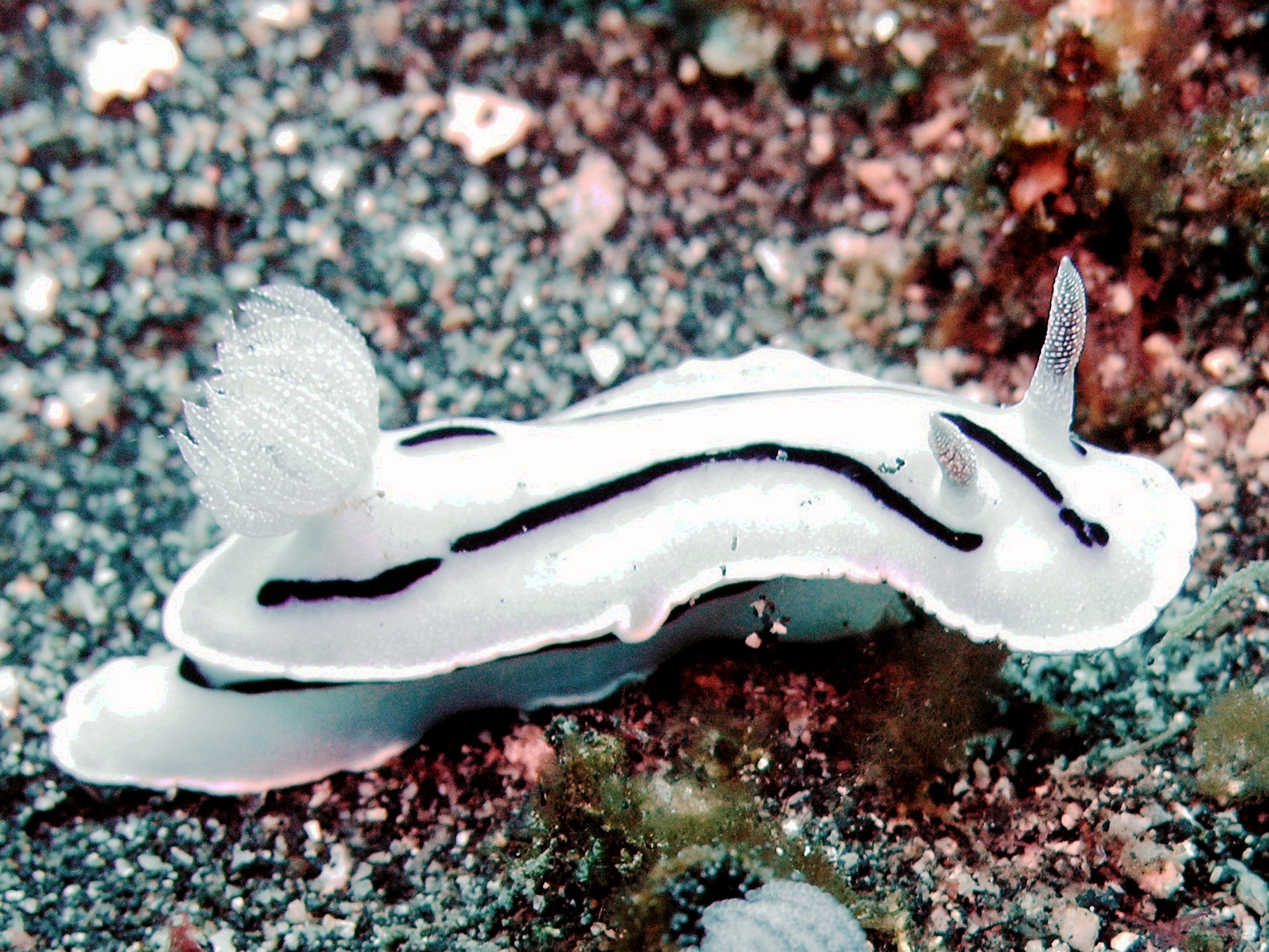
Chromodoris willani – cieśnina Lembeh, Indonezja

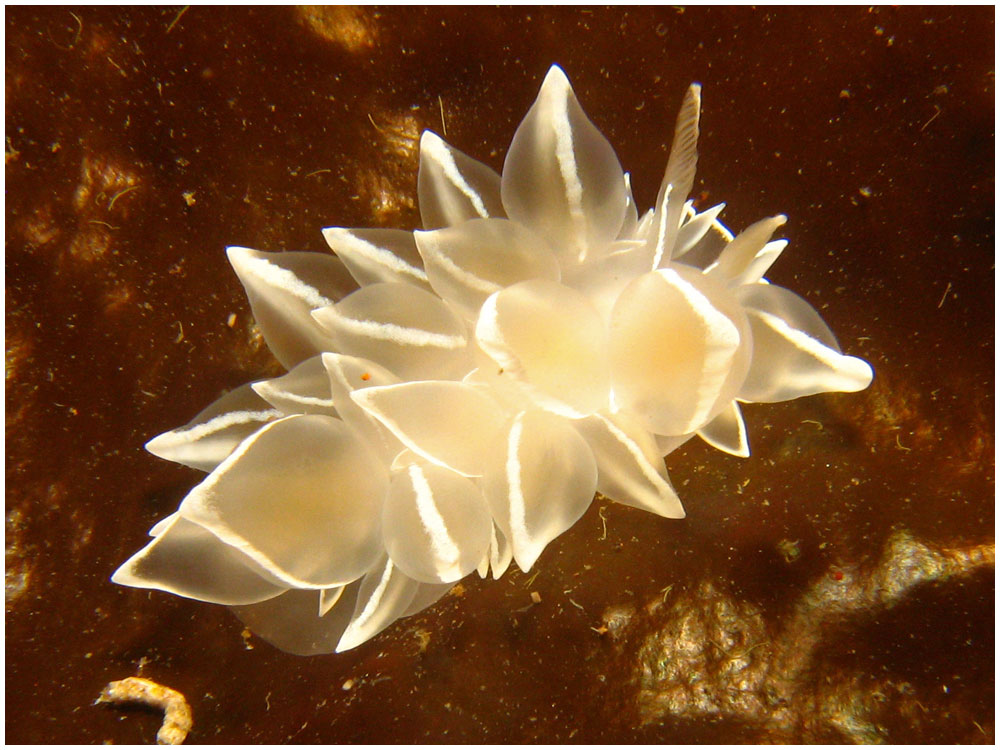
Dirona albolineata

Nagoskrzelne (Nudibranchia) – szeroko rozpowszechniony rząd ślimaków, należący do podgromady tyłoskrzelnych. Obejmuje ślimaki bezmuszlowe. Istnieje ponad 2700 znanych gatunków (wliczając gatunki kopalne).

## Biologia
Postaci ciała nagoskrzelnych różnią się znacznie. Są to tyłoskrzelne (Opisthobranchia), klad, który zrzuca muszle po stadium larwalnym.
W przeciwieństwie do większości innych ślimaków są obustronnie symetryczne. Zostały poddane wtórnemu skręcaniu (detorsji). Większość gatunków ma u boku jadowite przydatki. Są one wykorzystywane do odstraszania drapieżników. Wiele z nich ma proste jelita i usta z tarką.
Nietypowo jak na mięczaki brakuje im wnęki na płaszcz. Ślimaki nagoskrzelne są hermafrodytami, a zatem mają zestaw narządów rozrodczych obojga płci, ale rzadko są w stanie zapłodnić się samodzielnie.
Większość ślimaków nagoskrzelnych jest mięsożerna. Niektóre żywią się gąbkami, inne polipami, inne mszywiołami, a niektóre jedzą inne ślimaki morskie lub, w niektórych przypadkach, członków własnego gatunku. Inne grupy żywią się osłonkami, pąklami lub ukwiałami.
Nagoskrzelny zamieszkujący powierzchnię, Glaucus atlanticus, jest wyspecjalizowanym drapieżnikiem meduz, takim jak żeglarz portugalski. Drapieżny mięczak zasysa powietrze do żołądka, aby utrzymać się na powierzchni i przy użyciu swojej muskularnej stopy przylega do powierzchniowej błony. Jeśli znajdzie małą ofiarę, Glaucus po prostu otacza ją swymi wielkimi ustami, ale jeśli ofiara jest większa, mięczak odgryza macki, które zawierają najsilniejsze parzydełka. Podobnie jak wiele podobnych, Glaucus nie trawi parzydełek; zamiast tego używa ich, by się obronić, przepuszczając je z jelit do powierzchni jego skóry.

### Kolory i obrona

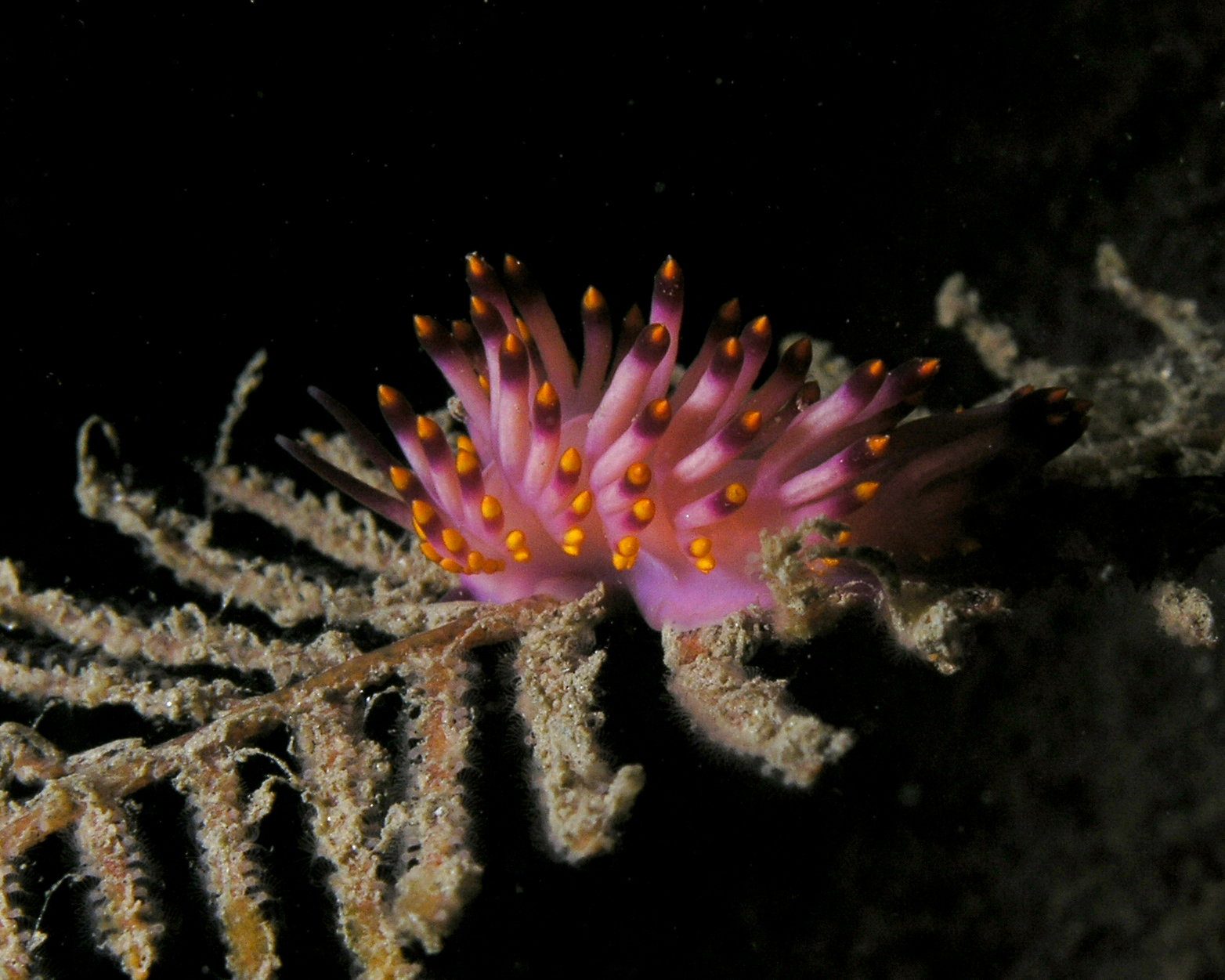
Edmundsella pedata z Timoru Wschodniego

Wśród tej grupy można znaleźć najbardziej kolorowe stworzenia na ziemi. W trakcie ewolucji ślimaki morskie straciły swoją skorupę i rozwinęły inne mechanizmy obronne. Ich anatomia może przypominać fakturę i kolor otaczających roślin, nadając im kamuflaż. Wiele z nich ma intensywną i jasną kolorystykę, służącą jako zabarwienie ostrzegawcze.
Ślimaki nagoskrzelne, które żywią się stułbiopławami mogą przechowywać ich parzydełka w grzbietowej ścianie ciała. Parzydełka wędrują przez przewód pokarmowy, nie uszkadzając ślimaka nagoskrzelnego. Następnie komórki są przenoszone w określone miejsca na tylnym ciele stwora. Nie jest jeszcze jasne, w jaki sposób ślimaki mogą chronić się przed parzydełkami, ale specjalne komórki z dużymi wakuolami prawdopodobnie odgrywają ważną rolę. Mogą również przejmować chloroplasty roślin i wykorzystywać je do przygotowywania żywności dla siebie.
Inną metodą ochrony jest uwalnianie śluzu ze skóry. Gdy okaz zostanie fizycznie podrażniony lub dotknięty przez inne stworzenie, automatycznie uwolni śluz.

## Taksonomia
Taksonomia Nudibranchia jest nadal tematem badań. Obecnie Nudibranchia dzieli się na dwa podrzędy:
- Cladobranchia(inne języki)
- Doridina(inne języki) (w starszych ujęciach systematycznych Anthobranchia, Doridacea lub Doridoidea)